# Lights Out (película de 2016)
Lights Out (titulada: Cuando las luces se apagan en Hispanoamérica y Nunca apagues la luz en España) es una película de terror de 2016 escrita y dirigida por David F. Sandberg, en su debut cinematográfico, basada en su cortometraje homónimo de 2013.
La película tuvo su estreno mundial el 22 de julio de 2016 y fue un éxito, recaudando más de $148 millones y recibiendo críticas generalmente positivas. La fotografía principal empezó el 29 de junio de 2015. Fue estrenada el 22 de julio de 2016. Una secuela se encuentra actualmente terminada.

## Argumento
En un almacén textil, la trabajadora Esther (Lotta Losten) observa una misteriosa figura femenina cada vez que apaga la luz, pero no ve nada con las luces encendidas. Ella advierte al dueño, Paul (Billy Burke), sobre la aparición, pero él la ignora y ella se va. Pronto, Paul es perseguido y brutalmente asesinado por la figura al apagarse las luces.
La hijastra de Paul, Rebecca (Teresa Palmer), está con su novio Bret (Alexander DiPersia). Se da una ducha y lo echa del apartamento, no dándose cuenta del amor que le tiene Bret a ella, ya que para ella es solo un pasatiempo. Beca vive lejos de su madre, Sophie (Maria Bello), y su medio hermano menor, Martin (Gabriel Bateman), hijo de Paul.
Sophie tiene una documentada enfermedad mental y una seria depresión que causa que ella hable con una "amiga imaginaria". Una noche, Martin observa a su madre hablando con una figura en una habitación sumida en la oscuridad y se horroriza, cosa que le provoca insomnio. Rebecca, acompañada de Bret, va a buscar a Martin a su escuela y lo lleva a su apartamento en contra de la voluntad de su madre, para protegerlo. Esa noche, Rebecca despierta para encontrarse con la figura, apenas evitando su ataque justo cuando se enciende la luz de un cartel de tatuajes de la tienda de al lado. A la mañana siguiente, Servicios Sociales se lleva a Martin. Ya sola, Rebecca encuentra las palabras "Diana" arañadas en el suelo debajo de la alfombra. Ella recuerda a Diana en su propia infancia como la razón por la que su padre las abandonó aparentemente. Más tarde, Rebecca va a la casa de su madre con Bret y encuentra archivos sobre su madre y Diana, quien murió tras ser expuesta a una luz muy brillante durante un experimento. Cuando Sophie y Martin llegan,  ellos escapan.
Al volver, Sophie decide ver una película con Martin, ya que estaban distanciados por Diana. En medio de una charla tranquila, Sophie apaga la tele y las luces, lo que aterroriza a Martin y le cuenta la historia de la figura, Diana era su amiga cuando estaba en un hospital psiquiátrico. Diana tenía una rara enfermedad que hacía que su piel fuera extremadamente sensible a la luz. Al exponerla a un foco, accidentalmente la mataron. Pero Sophie afirma que todo el mundo se equivocó con ella. En ese momento, Martin observa a Diana detrás de su madre y, al intentar encender la luz, provoca el ataque de Daiana. Al intentar protegerlo, Diana derriba a Sophie, lo cual le da el tiempo a Martin para encender la luz y escapar al apartamento de Rebecca.
Rebecca va a la casa de su madre y la pide explicaciones sobre Diana, pero ella niega las acusaciones. Rebecca, Bret y Martin deciden pasar la noche ahí para proteger a Sophie. Rebecca, antes de irse a la cama, va a su habitación para reconciliarse con ella; sin embargo, Sophie le pasa secretamente una nota diciendo "necesito ayuda" antes de que Daiana cierre la puerta. Rebecca se da cuenta de que su madre está siendo controlada por Diana y enciende todas las luces de la casa para mantenerla alejada.
Conociendo sus intenciones, Daiana ataca y encierra a Rebecca y Martin en el sótano mientras causa un apagón, dejando la casa a oscuras. Bret es atacado por Diana, pero logra escapar. Rebecca y Martin encuentran luz negra y se dan cuenta de que puede permitirles ver a Diana y descubre varios escritos en la pared, explicando cómo Diana no permitirá que nadie "tome" a Sophie y que también mató al padre de Rebecca, porque él trataba de curar a Sophie, alejando a Daiana.
En ese momento, se revela que Bret había llamado a la policía. Liberan a Rebecca y Martin pero son asesinados rápidamente por Diana. Rebecca envía a Martin y Bret fuera de la casa y vuelve para rescatar a Sophie. Diana ataca violentamente a Rebecca, pero Sophie la confronta con una pistola. Sophie se da cuenta de que dispararle no le hará daño y decide suicidarse, para salvarles la vida a sus hijos, ya que la inestabilidad mental de Sophie es la única razón por la que Diana permanece en este mundo. Con Sophie muerta, Diana se desintegra. 
Ya afuera, Rebecca, Martin y Bret se tranquilizan y juran permanecer juntos mientras ambulancias y policías llegan al lugar. Los tres están descansando en una ambulancia cuando las luces comienzan a parpadear. Pero ellos se dan cuenta de que no tienen por qué huir, ya que Diana, como ya había muerto, nada malo pasará cuando las luces se apagan.

## Reparto
- Teresa Palmer como Rebecca.[1]
  - Amiah Miller como Rebecca joven
- Gabriel Bateman como Martin, hermano menor de Rebecca.[2]
- Alexander DiPersia como Bret, el novio de Rebecca.[3]
- Billy Burke como Paul, el padrastro de Rebecca.
- Maria Bello como Sophie, la madre de Rebecca y Martin.
  - Emily Alyn Lind como Sophie joven
- Alicia Vela-Bailey como Diana, un espíritu malévolo.
  - Ava Cantrell como Diana joven
- Andi Osho como Emma, una psicóloga interesada en el caso de Martin.
- Rolando Boyce como el agente Andrews, un policía que salva a Rebecca y Martin.
- Maria Russell como la agente Gómez, una policía que salva a Rebecca y Martin.
- Elizabeth Pan como Enfermera
- Lotta Losten como Esther, asistente de Paul.

## Producción
El 16 de junio de 2015, Gabriel Bateman fue convocado para protagonizar Lights Out, la nueva película de terror de New Line Cinema, en la cual él interpretaría uno de los papeles principales. El 27 de junio del mismo año se anunció que Teresa Palmer sería la otra protagonista de la ópera prima de David Sandberg como director de un largometraje, pues la cinta se basa en su propio cortometraje de 2013 y adaptado el guion por Eric Heisserer. James Wan produciría por medio de Atomic Monster,  junto a Lawrence Grey que haría lo propio por medio de Grey Matter Productions.
La fotografía principal de la película empezó a realizarse el 29 de junio de 2015, terminando la producción el 22 de julio, para que la película estuviera lista para su etapa de posproducción el 5 de agosto.

## Recepción

### Taquilla
Lights Out ha recaudado un total de 148 millones de dólares con un presupuesto de 4,9 millones de dólares.

### Críticas
La película ha recibido críticas generalmente positivas. Rotten Tomatoes le da una índice de aprobación de 76% basado en 148 revisiones, con una puntuación media de 6,3 sobre 10, indicando «críticas generalmente favorables», mientras que Metacritic le da una puntuación de 58 sobre 100, basado en 33 comentarios.

## Estreno
Lights Out fue inicialmente programada para ser estrenada el 9 de septiembre de 2016, pero el 21 de diciembre de 2015, Warner Bros. trasladó la fecha de estreno para el 22 de julio de 2016,  coincidiendo con el estreno de Star Trek Beyond e Ice Age: Collision Course.
El primer tráiler de la película se dio a conocer el 26 de marzo de 2016 en la cuenta de Youtube de Warner Bros.

## Secuela
En julio de 2016, New Line Cinema y Warner Bros. Pictures le dieron luz verde a la secuela de la película. David F. Sandberg volverá a dirigir la película mientras que James Wan volverá a producirla. Actualmente, la película está en preproducción.